# L'ombra venuta dal tempo
L'ombra venuta dal tempo (The Shadow Out of Time) è un racconto lungo horror dello scrittore statunitense Howard Phillips Lovecraft. Appartiene al cosiddetto Ciclo di Cthulhu: scritto tra il novembre 1934 e il febbraio 1935, fu pubblicato per la prima volta nel giugno 1936 sulla rivista fantascientifica Astounding Stories.

## Genesi
Quest'opera, come anche il frammento narrativo Il prete malvagio (The Evil Clergyman), prende spunto da un sogno. Nella stessa lettera spedita a Clark Ashton Smith dove raccontava dello strano sogno del prete, Lovecraft espone quest'altra visione notturna:
Da questo sogno lo scrittore prenderà l'avviamento per farne un racconto che scriverà tra il novembre del 1934 e il marzo del 1935. Si tratterà del penultimo racconto che porterà la sua firma, l'ultimo sarà L'abitatore del buio (The Haunter of the Dark) scritto nel novembre del 1935.

## Trama
Nathaniel Wingate Peaslee, professore di economia alla Miskatonic University, racconta in flashback gli eventi accaduti tra il 14 maggio 1908 e il 17-18 luglio 1935. Durante una lezione del 14 maggio 1908, intorno alle 10:20, cade in coma per diversi giorni. Al suo risveglio, non sembra più essere se stesso. La sua famiglia si allontana da lui e solo il figlio minore Wingate Peaslee è convinto che il suo vero padre tornerà un giorno. Negli anni successivi, la personalità secondaria del professore intraprende numerose spedizioni in luoghi noti e sconosciuti in tutto il mondo. Sembra anche che voglia acquisire quanta più conoscenza possibile. Dopo la ricomparsa della sua personalità originale nel settembre del 1913, Peaslee e suo figlio cercano di scoprire cosa gli è successo. In un primo momento, Peaslee ipotizza che gli eventi, gli incubi e i “quasi ricordi” che lo perseguitano da allora siano il risultato di una malattia mentale. Tuttavia, il suo stato mentale si deteriora con l'inizio della Prima guerra mondiale.
Il suo iniziale sollievo per il fatto che tutto possa essere solo un'illusione svanisce quando si rende conto che nella storia ci sono altri casi simili al suo che si somigliano in modo inquietante. Alla fine il professore riesce a scoprire sempre più ricordi, finché non ricorda esattamente ciò che sembra essergli accaduto.
È stato vittima di uno scambio di corpi da parte di esseri extraterrestri che si facevano chiamare la Grande Razza di Yith. Erano arrivati sulla Terra 200 milioni di anni fa e possedevano la capacità di scambiare la propria mente con quella di un altro essere, sia nel passato che nel futuro. Usano questa capacità per creare vaste biblioteche di tutta la conoscenza di ciò che è stato o sarà mai conosciuto sulla Terra.
Per raggiungere questo obiettivo, trasferiscono il loro spirito nella rispettiva epoca da cui vogliono acquisire la conoscenza, nel corpo di una persona adatta a loro. Durante questo periodo, lo spirito di cui si impadronisce è nel corpo dell'essere che ha effettuato lo scambio. I prigionieri sono trattati con gentilezza e possono muoversi liberamente. Sono anche incoraggiati a scrivere le loro conoscenze, il che dà loro libero accesso alle biblioteche della Grande Razza. Dopo aver appreso tutto ciò che volevano sapere, viene avviato un processo inverso e lo spirito catturato torna nel suo corpo senza ricordare nulla di ciò che è accaduto. Questo avviene per proteggere la linea temporale e la persona che subisce lo scambio, poiché gli Yith si sono resi conto, dopo vari tentativi, che rimandare uno spirito al suo tempo con le conoscenze che ha potuto apprendere nelle biblioteche degli Yithiani ha conseguenze negative.
Gradualmente, vengono alla luce ulteriori dettagli sulla Grande Razza, che si era estinta eoni prima perché la loro civiltà era stata distrutta da una razza rivale e aggressiva, descritta come “polpi volanti”, e che avevano trasferito solo le loro menti più brillanti nei corpi di una razza di coleotteri che avrebbero colonizzato la Terra dopo l'umanità. Peaslee riceve una lettera che lo informa che nel grande deserto sabbioso dell'Australia sono stati effettuati degli scavi che corrispondono a quanto da lui scritto in vari articoli. Il professore si reca quindi in Australia con il figlio. Durante una passeggiata notturna, trova finalmente le rovine della città abbandonata.
Dopo aver individuato un ingresso sotterraneo in una parte semiconservata delle rovine, scende e riconosce i corridoi e le stanze dai suoi ricordi. Combattuto tra il desiderio di fuggire e un febbrile miscuglio di curiosità ardente e devozione al destino [sic], si addentra nelle rovine familiari. Mentre si fa strada sempre più in basso, si rende conto che le botole sotto le quali erano imprigionati i polpi volanti sono aperte. Il suo obiettivo è l'archivio centrale, dove spera di trovare la prova dei suoi ricordi. Tuttavia, la perde quando, al ritorno, corre per i corridoi in preda al panico dopo aver accidentalmente fatto un rumore forte che sveglia qualcuno o qualcosa. Dopo aver raggiunto la superficie, torna al campo della spedizione all'alba. Poiché la sua unica prova è scomparsa, non può più dire con certezza se si è trattato di un sogno o di una realtà. Quando, con suo grande sollievo, non si trova nulla nel luogo in cui Peaslee alloggiava, si rimette in viaggio verso casa con il figlio. La storia si conclude con Peaslee che rivela al lettore che la prova perduta è un libro e che questo libro era stato scritto di suo pugno.

## Collegamenti ad altre opere
Nel racconto Peaslee si reca in Australia assieme al professor William Dyer. Questi è il capo della spedizione antartica, nonché narratore, di un altro racconto di Lovecraft, Alle montagne della follia, ambientato prima dei fatti australiani. La creatura ospite nel corpo di Peaslee, durante quei cinque anni, compie dei viaggi ben precisi. Uno di questi la porta in Arabia in mezzo al deserto, dove probabilmente visita La città senza nome, luogo protagonista dell'omonimo racconto di Lovecraft.

## Critica
L'ombra venuta dal tempo è caratterizzata da una profonda influenza della teoria della relatività di Einstein, in particolare per quanto riguarda il concetto di viaggio nel tempo. La narrazione di Peaslee segue un viaggio nel tempo, anche se non fisico o volontario, simile a quello del Viaggiatore nel tempo di H.G. Wells. In particolare, il corpo di Peaslee non attraversa mai il passato o il futuro. Al contrario, sperimenta un viaggio mentale nel tempo: la sua coscienza viene separata dal suo corpo fisico e trasportata nel passato per milioni di anni, abitando un corpo alieno per un periodo di anni. Il risultato è un corpo non umano nell'antico passato. Di conseguenza, diventa oggetto di uno scambio forzato di coscienze, in cui la sua mente viene inserita in uno dei corpi alieni di un'epoca ormai dimenticata, mentre la mente aliena raccoglie informazioni dal futuro.
Peaslee, tuttavia, non è un prigioniero: gli è permesso di interagire con altri individui che hanno subito un trasferimento mentale. Fa parte di una comune transtemporale di scambio intellettuale. Alla fine, la mente di Peaslee viene restituita al suo corpo ed egli tenta di riprendere la sua vita, per quanto psicologicamente disturbato dalla sua esperienza. Nel corso della sua esperienza all'interno del corpo alieno, Peaslee giunge a comprendere che il concetto di tempo, così come è comunemente accettato nella percezione umana, non è applicabile. Dopo il ritorno al proprio corpo, la percezione del tempo di Peaslee, la sua “capacità di discernere tra consecutività e simultaneità”, aveva subito una sottile distorsione. I concetti temporali di passato, presente e futuro diventano indistinguibili, fondendosi in un'entità panoramica priva di punti temporali discreti. La progressione temporale di causa ed effetto si oscura, mentre il concetto di movimento temporale fisico o oggettivo si distorce. Nel contesto della narrativa di Lovecraft, il tempo è rappresentato come un punto piuttosto che come un'entità lineare. Gli esseri extraterrestri della Grande Razza sono in grado di far passare la loro coscienza da un millennio all'altro senza soluzione di continuità, come se stessero attraversando un parco, dato che il continuum temporale è effettivamente un paesaggio di eventi ed entità statiche.
L'esperienza extracorporea di Peaslee ha un costo: i ricordi del trasporto temporale sono accompagnati dal dolore e dalla sensazione di una barriera psicologica artificiale. Il tentativo di ricordare i dettagli più fini della sua vita passata è come se “qualcosa stesse armeggiando e tintinnando al chiavistello della mia memoria, mentre un'altra forza sconosciuta cercava di tenere il portale sbarrato”. Queste descrizioni rivelano il riaffermarsi di uno scudo psicologico inconscio. Egli descrive l'esperienza del tempo come un flusso continuo, senza confini netti tra passato, presente e futuro, come “una verità impressionante e sconvolgente [...] al di là della normale concezione”. L'enormità di questa verità è per lui una sfida da comprendere, soprattutto perché sfida la quantificazione. Il cervello umano mostra una tendenza naturale alla formazione di schemi coerenti nell'elaborazione delle informazioni. Tuttavia, l'esperienza di Peasey descritta nel testo mette in discussione questo assunto, presentando il tempo come un processo caotico e disordinato che manca dei concetti familiari di causa ed effetto e sembra sfidare qualsiasi chiaro principio organizzativo. Di conseguenza, l'individuo trova difficile integrare questa nuova conoscenza nei limiti dell'esperienza umana.
È quindi evidente che, senza un aiuto esterno, nessuna mente individuale, inclusa quella di Peaslee, è in grado di percepire l'illusorio scorrere del tempo. Il suo viaggio nel passato è incongruo con tale percezione; tuttavia, la sua mente deve ristabilire l'illusione psicologica del tempo continuo se vuole funzionare nel suo stato abituale. Di conseguenza, sebbene le "barriere mentali" di Peaslee si siano logorate nel tempo, permettendogli infine di ricordare la sua narrazione del viaggio nel tempo, il suo intelletto rimane in contrasto con la sua comprensione psicologica dell'universo.